# Асас, Марта
Марта А́сас (исп. Marta Hazas, род. 31 декабря 1977, Сантандер), испанская актриса и телеведущая, наиболее известная по роли Амелии Угарте в сериале «Чёрная лагуна». Также известна по роли Крис в фильме «8 свиданий» и Марты в сериале «Танцы под звёздами».

## Биография
Марта Асас с детства мечтала стать актрисой, но её матери не нравились такие идеи, и поэтому Марта пошла учиться на журналистку. Несмотря на учёбу, Марта участвовала в театральных постановках в Мадриде, а попробовав себя в сериале «Комиссар», продолжила сниматься в кино, стала телеведущей.
1 октября 2016 года вышла замуж за актёра Хавьера Вейга.

## Фильмография
| Год       |     | Русское название       | Оригинальное название                     | Роль                                         |
| --------- | --- | ---------------------- | ----------------------------------------- | -------------------------------------------- |
| 1999—2009 | с   | Комиссар               | El comisario                              |                                              |
| 2000—2012 | с   | Центральная больница   | Hospital Central                          | Estudiante de Medicina                       |
| 2000      | ф   |                        | Código natural                            |                                              |
| 2001      | с   | Расскажи мне           | Cuéntame                                  | девушка №2 / ica 2                           |
| 2002—2005 | с   | Танцы под звёздами     | Un paso adelante                          | Марта / Recepcionista Marta                  |
| 2002      | ф   | За нами смотрят        | Nos miran                                 |                                              |
| 2003—2008 | с   | Семья Серрано          | Los Serrano                               | Сандра / Sandra                              |
| 2004—2004 | с   |                        | Paco y Veva                               |                                              |
| 2004      | ф   |                        | Reprimidos                                | Soledad                                      |
| 2004      | ф   |                        | El asombroso mundo de Borjamari y Pocholo | Mariola                                      |
| 2005      | с   | Аида                   | Aída                                      |                                              |
| 2006—2006 | с   | Вне контроля           | Fuera de control                          |                                              |
| 2006—2007 | с   | Мечтать без страха     | SMS, sin miedo a soñar                    | Вики / Vicky                                 |
| 2007—2010 | с   | Чёрная лагуна          | El internado                              | Амелия Угарте Рольдан / Amelia Ugarte Roldán |
| 2008—2010 | с   |                        | Password                                  | камео                                        |
| 2008      | ф   | 8 свиданий             | 8 citas                                   | Крис / Cris                                  |
| 2011      | ф   | Обратная сторона любви | Lo contrario al amor                      | Сильвия / Silvia                             |
| 2011      | кор |                        | 3,2 (lo que hacen las novias)             | Mariam                                       |
| 2011—2013 | с   |                        | Bandolera                                 | Sara Reeves                                  |
| 2014—2016 | с   | Галерея Вельвет        | Velvet                                    | Клара Монтесинос                             |